# Frane Selak
Frane Selak   (Croàcia, 14 de juny de 1929 - 30 de novembre de 2016) és un home de nacionalitat croata conegut per la seva sort i sobreviure diversos accidents, se'l sol anomenar l'home desafortunat més afortunat del món.

## Escaramusses amb la mort
Les experències properes a la mort de Selak van començar el 1962, quan mentre estava en un tren que va descarrilar en un canó fred i plujós i es va estavellar al riu. Un desconegut el va salvar mentre la resta de 17 passatgers va morir. Selak en va sortir només amb un braç trencat i hipotèrmia. L'any següent, mentre era al seu primer vol d'avió, una avaria en una porta de l'avió va fer que aquest d'estavellés matant els 19 passatgers, excepte en Selak que va caure en un paller. Tres anys després, el 1966, va pujar en un autobús que va perdre el control en una carretera glaçada i va caure en un riu ofegant quatre dels passatgers, en Selak va nedar fins a la riba i en va sortir només amb uns quants talls i blaus.
El 1970 el seu cotxe es va encendre mentre el conduïa, però va poder saltar-ne abans que esclatés el dipòsit de gasolina. Tres anys més tard, en un altre incident de conducció, el motor del seu cotxe es va omplir d'oli calent d'una bomba de combustible avariada, causant flames que van sortir pels conductes de ventilació socarrimant els cabells d'en Selak, que a part d'això en va sortir il·lès. El 1995, va ser atropellat per un autobús a Zagreb, però només va patir lesions menors. El 1996 mentre conduïa per una carretera muntanyosa amb corbes va poder esquivar la col·lusió amb un camió de les Nacions Unides xocant amb la barrera de seguretat, que amb el pes del cotxe va cedir i el va fer precipitar a una gorja de 90 metres, en Selak no portava cinturó de seguretat, la porta es va obrir durant la caiguda i es va poder penjar d'un arbre.

## Guanyador de la loteria
El 2003, dos dies després del seu 73è aniversari, Selak va guanyar 900.000 € a la loteria. En aquella època també es va casar per cinquena vegada. Es va comprar dues cases i una barca però el 2010 va decidir donar la majoria de diners que li quedaven a parent i amics i tenir un estil de vida més frugal.